# Свято-Владимирская духовная семинария
Свято-Владими́рская православная духо́вная семина́рия (англ. Saint Vladimir's Orthodox Theological Seminary) — православное учебное заведение Православной церкви в Америке, которое находится в предместье Крествуд города Йонкерс (штат Нью-Йорк). По словам Елены Дорман, «это огромная территория, как поместье, в городке Крествуд к северу от Нью-Йорка, с потрясающей часовней, прекрасно расписанной, Трёх Святителей».
В настоящее время в семинарии обучается 91 студент, стоимость обучения — 10 тысяч долларов в год.

## История
Семинария была основана в 1938 году русскими богословами-эмигрантами и получила названия во имя святого Владимира, великого князя Киевского, поскольку в тот год праздновалось 950-летие крещения Руси. Относилась к Северо-Американскому митрополичьему округу, на тот момент находившийся в юрисдикции Архиерейского синода РПЦЗ, однако осенью 1947 года Северо-Американская митрополия отделилась от РПЦЗ.
В 1948 году советом попечителей университета штата Нью-Йорк был утверждён предварительный устав семинарии, а в 1953 году был принят окончательный вариант.
По словам протоиерея Иоанна Мейендорфа, «начало пятидесятых годов было трудным временем для Свято-Владимирской Академии. Тогда она была расположена в очень скромном помещении в доме „Рид Хауз“, на углу Бродвея и 121-й улицы, на севере Манхэттена. Конфликты, вызванные разницей в темпераментах и методах, привели к прискорбному факту ухода о. Георгия Флоровского из Академии (1955 г.), которая лишь благодаря его огромному личному авторитету получила признание в академических и богословских кругах страны. Только в 1962 г., когда Академия приобрела собственную территорию в Нью-Йоркском предместье Крествуд».
С 1967 года семинария получила право давать степень бакалавра богословия (а затем и магистра богословия), с 1985-го — магистра искусств. С 1966 года это учебное заведение являлось ассоциированным членом Ассоциации теологических школ США и Канады, а с 1973-го стало полным членом данного объединения.
После основания в 1977 году Мироносицкого монастыря в Отего в корпусах семинарии жили его первые монахини, переселившиеся в 1983 году на нынешнее местоположение обители.
Президентом семинарии по должности является архиепископ Вашингтонский, митрополит всей Америки и Канады, предстоятель Православной церкви в Америке, вице-президентом — митрополит-архиепископ Антиохийской архиепископии в Северной Америке. До 2007 года повседневное академическое и административное руководство семинарией возглавлял декан (Dean), избираемый попечительским советом (Board of Trustees) сроком на пять лет. В 2006 году, после отставки с поста декана иерея Иоанна Эриксона, было принято решение разделить обязанности по руководству семинарией между деканом, ответственным за академическую и духовную жизнь, и канцлером (Chancellor), ответственным за административную работу и финансовое обеспечение.
В 1998 году в часовне семинарии был совершен чин присоединения к Православной церкви видного американского историка Церкви Ярослава Пеликана. В 2004 году Пеликан пожертвовал на нужды семинарии 500 000 долларов.
10—15 ноября 2021 года председатель отдела внешних церковных связей Московского патриархата Иларион (Алфеев) посетил США для участия в научно-богословской конференции Свято-Владимирской семинарии на тему «Исследуйте Писания». В ходе визита было объявлено о создании в Свято-Владимирской духовной семинарии Фонда имени патриарха Московского и всея Руси Кирилла. Средства Фонда будут направлены на поощрение исследований в области библеистики.

## Совет попечителей
- Тихон (Моллард), архиепископ Вашингтонский, митрополит всей Америки и Канады;
- протоиерей доктор Александр Рентель, канцлер ПЦА;
- протоиерей Чад Хатфилд[англ.], президент Свято-Владимирской духовной семинарии;
- доктор Ионуц Александру Тудорие, академический декан Свято-Владимирской семинарии.

## Деканы
- епископ Макарий (Ильинский), 1938—1944
- архимандрит Дионисий (Дьяченко), 1944—1947
- епископ Иоанн (Шаховской), 1947—1950
- протоиерей Георгий Флоровский, 1950—1955
- митрополит Леонтий (Туркевич), 1955—1962
- протопресвитер Александр Шмеман, 1962—1983
- профессор Веселин Кесич[англ.], 1983—1984 (в/у)
- протопресвитер Иоанн Мейендорф, 1984—1992
- протопресвитер Фома Хопко, 1992—2002
- протоиерей Иоанн Эриксон[англ.], 2002—2007
- протоиерей Иоанн Бер[англ.], 2007—2017
- Йонуц-Александру Тудорие (c 2018)

## Известные выпускники
- Иона, архиепископ Вашингтонский, митрополит всей Америки и Канады, Православная церковь в Америке (2008—2012), ныне на покое;
- Абуна Павел, патриарх Абиссинский, католикос Эфиопии;
- Даниил, архиепископ Токийский, митрополит всея Японии, Русская православная церковь;
- Никон (Лайолин), архиепископ Бостонский, Ново-Английский и Албанской епархии, Православная церковь в Америке (ПЦА);
- Марк (Мэймон), архиепископ Филадельфийский и Восточно-Пенсильванский, Православная церковь в Америке;
- Кирилл (Дмитриев), архиепископ Сан-Францисский и Западно-Американский, Русская православная церковь заграницей;
- Ириней (Добриевич), епископ Восточноамериканский, Сербская православная церковь;
- Дворкин, Александр Леонидович, историк-медиевист, православный богослов, деятель антисектантского движения;
- Хопко, Фома Иванович, протопресвитер ПЦА, богослов;
- Бер, Иоанн[англ.], протоиерей ПЦА, профессор богословия, писатель;
- Кесич, Веселин[англ.], профессор, богослов.